# Urophora lopholomae
Urophora lopholomae is een vliegensoort uit de familie van de boorvliegen (Tephritidae). De wetenschappelijke naam van de soort is voor het eerst geldig gepubliceerd in 1989 door Korneyev & White.